# Zolotievca, Anenii Noi
Zolotievca este o localitate în raionul Anenii Noi, Republica Moldova, reședinta comunei Zolotievca.

## Demografie
Structură etnică
     moldoveni (32,14%)
     ucraineni (58,46%)
     ruși (7,01%)
     găgăuzi (0,34%)
     bulgari (1,88%)
     români (0%)
     evrei (0%)
     polonezi (0%)
     țigani (0%)
     alte etnii / nedeclarată (0,17%)
Conform datelor recensământului din 2004, populația localității este de 585 locuitori, dintre care 284 (48,55%) bărbați și 301 (51,45%) femei. Structura etnică a populației în cadrul localității arată astfel:
- moldoveni — 188;
- ucraineni — 342;
- ruși — 41;
- găgăuzi — 2;
- bulgari — 11;
- altele / nedeclarată — 1.